# 生駒万治

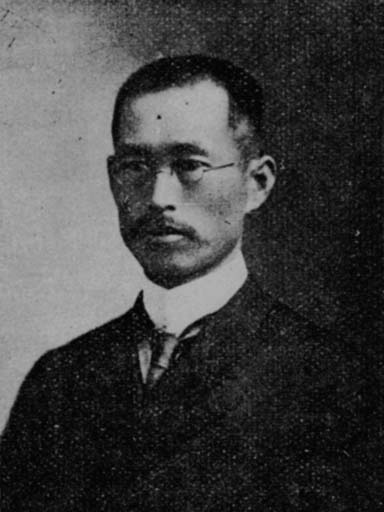
生駒万治

生駒 万治（いこま まんじ、慶応3年1月8日（1867年2月12日） - 昭和12年（1937年）5月19日）は、日本の教育者。文部官僚。

## 経歴
三重県出身。1888年（明治21年）、三重県尋常師範学校を卒業し、河芸郡高等小学校訓導となった。その後、高等師範学校理化学科で数学を専攻し、1892年（明治25年）に卒業した。同年、高等師範学校助教諭に任命され、教諭に進んだ。1898年（明治31年）からドイツに留学し、ベルリン大学とシュトラスブルク大学で数学と数学教授法を学んだ。帰国後、高等師範学校教授となった。1913年（大正2年）、文部省督学官に転じ、その後佐賀高等学校校長を務めた。

## 著書
- 『新編算術』（博文館、1894年）
- 『新編物理学』（博文館、1894年）
- 『新編化学』（博文館、1895年）
- 『新主義ヲ加味セル 幾何学教授法及其実際』（教育研究会、1918年） 武田登三と共著